# Symphonie no 4 d'Ives
Pour les articles homonymes, voir Symphonie no 4.
La Symphonie no 4 de Charles Ives fut composée entre 1910 et 1916, elle est en quatre mouvements et est avec la Universe Symphony l'une des œuvres pour orchestre les plus ambitieuses du compositeur. Elle fut créée en 1965 par Leopold Stokowski à la direction de l'American Symphony Orchestra.

## Orchestration
Cette symphonie se caractérise par un effectif orchestral très important, divisé en deux groupes nécessitant pour sa mise en place jusqu'à trois chefs d'orchestre afin de coordonner l'ensemble. Lors de sa création en 1965 Leopold Stokowski fut assisté de José Serebrier et David Katz.
| Instrumentation de la quatrième symphonie |
| Groupe principal |
| Cordes |
| premiers violons, seconds violons, altos, violoncelles, contrebasses |
| Bois |
| 2 piccolos, 3 flûtes, 2 hautbois, 3 clarinettes, 3 bassons |
| section optionnelle de saxophones |
| saxophone alto, saxophone ténor, saxophone baryton |
| Cuivres |
| 4 cors, 6 trompettes, 2 cornets, 4 trombones, 1 tuba |
| Percussions et claviers |
| timbales, tambour, tambour basse, tom-tom, triangle, cymbales, 2 gongs, cloches, glockenspiel, harpe, célesta, piano à quatre mains, piano en quart de ton, piano soliste, orgue |
| chœur |
| chœur mixte |
| Second groupe |
| 5 violons, alto, 2 harpes |

## Mouvements
1. Prelude: Maestoso
2. Allegretto
3. Fugue: Andante moderato
4. Very slowly - Largo maestoso